# Tulipa altaica

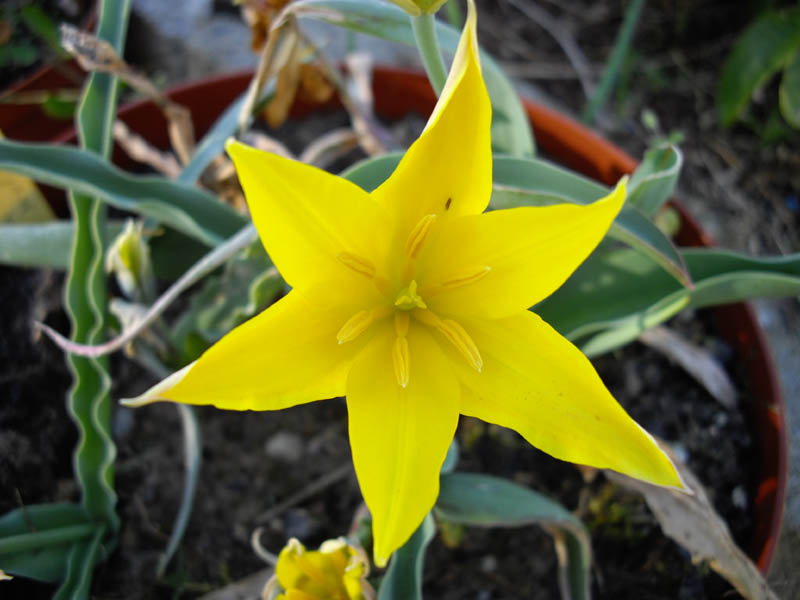
Tulipa altaica

Tulipa altaica (Synonym: Tulipa kolpakowskiana Regel) ist eine Pflanzenart aus der Gattung der Tulpen (Tulipa). Ihr Verbreitungsgebiet liegt in Westsibirien.

## Beschreibung
Tulipa altaica ist eine ausdauernde, krautige Pflanze, die Wuchshöhen zwischen 10 und 20 Zentimeter (seltener bis 35 Zentimeter) erreicht.
Die eiförmige Zwiebel besitzt einen Durchmesser von 2 bis 3,5 Zentimeter und ist an der Spitze leicht verlängert. Die papierartige Außenhaut (Zwiebeldecke) ist braun und an der Innenseite angedrückt behaart oder kahl.

Zwiebel der Altaitulpe im Winter

Die Sprossachse ist oberwärts abstehend behaart. Die drei oder vier Laubblätter sind gräulich grün und eiförmig bis lanzettlich. Sie sind in der Größe variabel, überragen aber die Blüte nicht. Sie sind zwischen 0,6 und 3 Zentimeter (seltener bis 5 Zentimeter) breit und kahl oder etwas behaart. Die Blattränder sind häufig gewellt.
Die einzeln stehenden Blüten sind zwittrig und dreizählig. Die sechs länglichen oder länglich-rautenförmigen, spitzen bis zugespitzten Perigonblätter sind zwischen 2 und 3,5 Zentimeter lang und 0,5 bis 2 Zentimeter breit. Sie sind gelb und auf der Außenseite grünlich-purpurrot oder rosafarben überlaufen. Die sechs Staubblätter sind 0,4 bis 0,5 mal so lang wie die Perigonblätter, kahl und vom Grund weg verschmälert. Der Pollen misst 38,4 bis 40,3 × 53,7 bis 67,2 Mikrometer. An den Pollenkörnern befinden sich drei Aperturen (Keimöffnungen). Die Exine ist 1,9 Mikrometer dick. Der Griffel ist sehr kurz.
Nach der Befruchtung reifen breit ellipsoide Kapselfrüchte heran, die 2,5 bis 4 × 1,5 bis 2 Zentimeter messen.
Tulipa altaica blüht im Mai und fruchtet im Juni und Juli. Die Chromosomenzahl beträgt 2n = 24, seltener 48.

## Vorkommen
Das Hauptverbreitungsgebiet von Tulipa altaica liegt im Altai-Gebirge. und strahlt in den Nordwesten des autonomen Gebiets Xinjiangs in der Volksrepublik China und in Teile Kasachstans aus.
Tulipa altaica wächst in Dickichten und auf sonnigen Hängen in Höhenlagen zwischen 1300 und 2600 Metern.

## Taxonomie
Tulipa altaica wurde 1825 durch Kurt Sprengel in Systema vegetabilium [Caroli Linnaei ... ] Auflage 16, Band 2, Seite 63 erstbeschrieben. Sprengel übernahm den Namen von Peter Simon Pallas.